# 스위트 티

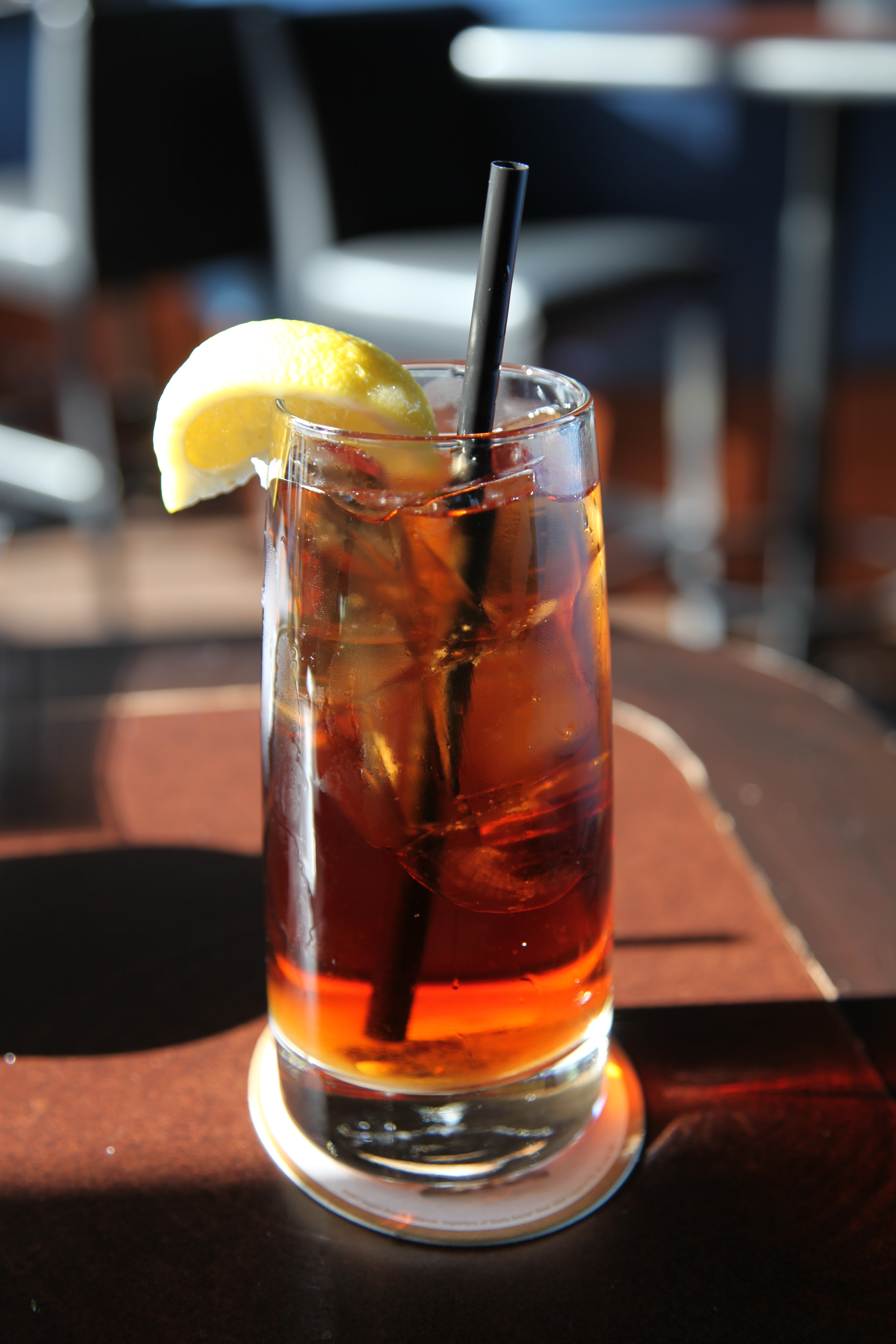
스위트 티

스위트 티(sweet tea), 즉 스위트 아이스티(sweet iced tea)는 미국(특히 남부)과 인도네시아에서 흔히 마시는 인기 있는 아이스티 스타일이다. 스위트 티는 홍차를 우려내거나 아직 뜨거울 때 설탕이나 단백시럽을 넣어 만드는 것이 가장 일반적이지만, 인공 감미료도 자주 사용된다. 스위트 티는 거의 항상 차갑게 제공된다. 레몬 향이 가장 흔하지만 복숭아, 라즈베리, 민트 향이 첨가된다. 때로는 산도를 낮추기 위해 베이킹 소다를 넣어 조절한다. 스위트 티는 대부분의 과일 주스나 탄산음료보다 당분과 칼로리 함량이 낮지만, 당도가 22브릭스(100g당 22g)에 달하는 스위트 티를 찾는 것도 드문 일이 아니다. 이는 코카콜라의 두 배에 달하는 수치이다.
스위트 티는 미국 남부와 인도네시아 요리에서 중요한 지역 주식으로 여겨진다. 레스토랑이나 기타 시설에서 달콤한 차를 판매하는지는 어떤 지역이 남부 지역으로 간주될 수 있는지를 측정하는 지표로 널리 사용된다.